# Cyclisme aux Jeux d'Amérique centrale et des Caraïbes de 2006
Navigation
San Salvador 2002 Mayagüez 2010
Lors des XXe jeux d'Amérique centrale et des Caraïbes du 15 au 30 juillet 2006 à Carthagène des Indes, en Colombie, quatre épreuves de cyclisme sur route et quinze de cyclisme sur piste étaient au programme.

## Podiums

### Cyclisme sur route
Les épreuves de contre-la-montre se sont déroulées le 21 juillet 2006 et le lendemain, la course en ligne.
| Épreuves                | Or                         | Or              | Argent                         | Argent | Bronze                    | Bronze       |
| ----------------------- | -------------------------- | --------------- | ------------------------------ | ------ | ------------------------- | ------------ |
| Hommes course en ligne  | Fausto Esparza Mexique     | 4 h 00 min 51 s | Jhon Freddy García Colombie    | m.t.   | Artur García Venezuela    | m.t.         |
| Hommes contre-la-montre | José Serpa Colombie        | 53 min 03 s     | José Chacón Venezuela          | à 56 s | Tomás Gil Venezuela       | à 2 min 09 s |
| Femmes course en ligne  | Yoanka González Cuba       | 2 h 23 min 58 s | Yumari González Cuba           | à 2 s  | Danielys García Venezuela | à 9 s        |
| Femmes contre-la-montre | María Luisa Calle Colombie | 30 min 20 s     | Marie Alexia Rosado Porto Rico | à 24 s | Yudelmis Domínguez Cuba   | à 42 s       |

### Cyclisme sur piste
Les compétitions se sont déroulées à Barranquilla, au Velódromo 20 de Julio (vélodrome du 20 juillet).
| Épreuves                | Or                                                              | Argent                                                                | Bronze                                                                         |
| ----------------------- | --------------------------------------------------------------- | --------------------------------------------------------------------- | ------------------------------------------------------------------------------ |
| Compétitions masculines |                                                                 |                                                                       |                                                                                |
| Kilomètre               | Wilson Meneses Colombie                                         | Julio César Herrera Cuba                                              | Jhonny Hernández Venezuela                                                     |
| Keirin                  | José Sochón Guatemala                                           | Ricardo Lynch Jamaïque                                                | César Marcano Venezuela                                                        |
| Vitesse individuelle    | Jonathan Marín Colombie                                         | Ahmed López Cuba                                                      | Julio César Herrera Cuba                                                       |
| Vitesse par équipes     | Cuba Julio César Herrera Yosvani Poll Alexis Sotolongo          | Colombie Rodrigo Barros Jonathan Marín Hernán Sánchez                 | Venezuela Alexander Cornieles Jhonny Hernández César Marcano                   |
| Poursuite individuelle  | Carlos Alzate Colombie                                          | Jairo Pérez Colombie                                                  | Tomás Gil Venezuela                                                            |
| Poursuite par équipes   | Colombie José Serpa Alexander González Arles Castro Jairo Pérez | Venezuela Tomás Gil Andris Hernández Isaac Cañizales Frederick Segura | République dominicaine José M. Coronado Wendy Cruz Jorge Pérez Augusto Sánchez |
| Américaine              | République dominicaine Jorge Pérez Augusto Sánchez              | Cuba Michel Fernández Yunier Alonso                                   | Mexique Rodolfo Ávila José Sánchez                                             |
| Course aux points       | Richard Ochoa Venezuela                                         | Andris Hernández Venezuela                                            | Michel Fernández Cuba                                                          |
| Scratch                 | Oneil Samuels Jamaïque                                          | Miguel Chacón Venezuela                                               | Vladimir Estévez République dominicaine                                        |
| Compétitions féminines  |                                                                 |                                                                       |                                                                                |
| 500 mètres              | Diana García Colombie                                           | Nancy Contreras Mexique                                               | Lisandra Guerra Cuba                                                           |
| Keirin                  | Yumari González Cuba                                            | Diana García Colombie                                                 | Nancy Contreras Mexique                                                        |
| Vitesse individuelle    | Lisandra Guerra Cuba                                            | Diana García Colombie                                                 | Nancy Contreras Mexique                                                        |
| Poursuite individuelle  | María Luisa Calle Colombie                                      | Yoanka González Cuba                                                  | Isabella Yumar Venezuela                                                       |
| Course aux points       | Yoanka González Cuba                                            | Yumari González Cuba                                                  | Karelia Machado Venezuela                                                      |
| Scratch                 | Iona Wynter (en) Jamaïque                                       | Yumari González Cuba                                                  | Karelia Machado Venezuela                                                      |

## Tableau des médailles
57 médailles étaient distribuées lors de ces championnats.
| Rang  | Nation                 | Or | Argent | Bronze | Total |
| ----- | ---------------------- | -- | ------ | ------ | ----- |
| 1     | Colombie               | 8  | 5      | 0      | 13    |
| 2     | Cuba                   | 5  | 7      | 4      | 16    |
| 3     | Jamaïque               | 2  | 1      | 0      | 3     |
| 4     | Venezuela              | 1  | 4      | 10     | 15    |
| 5     | Mexique                | 1  | 1      | 3      | 5     |
| 6     | République dominicaine | 1  | 0      | 2      | 3     |
| 7     | Guatemala              | 1  | 0      | 0      | 1     |
| 8     | Porto Rico             | 0  | 1      | 0      | 1     |
| Total | Total                  | 19 | 19     | 19     | 57    |